# Pocky & Rocky
Pocky & Rocky, conosciuto in Giappone con il titolo KiKi KaiKai: Nazo no kuro manto (奇々怪界 -謎の黒マント-? lett. "Lo strambo luogo infestato dai mostri stravaganti: Il mantello nero del mistero"), è un videogioco sparatutto a scorrimento con elementi tipici dei videogiochi d'azione, licenziato dalla Taito alla Natsume, che sviluppò e pubblicò il videogioco in Giappone nel 1992 e nel resto del mondo nel 1993.
Si tratta del sequel del videogioco del 1986 Kiki KaiKai (conosciuto in America del nord con il titolo non ufficiale Knight Boy) e segue le avventure di una giovane sacerdotessa miko che si chiama Pocky (Saya-chan (小夜ちゃん?) in Giappone) e del suo compagno, Rocky il tanuki, (Manuke (魔奴化?) in Giappone).